# Podallea manselli
Podallea manselli is een insect uit de familie van de Berothidae, die tot de orde netvleugeligen (Neuroptera) behoort. 
Podallea manselli is voor het eerst wetenschappelijk beschreven door U. Aspöck & H. Aspöck in 1988.